# 秘密の扉
『秘密の扉』（ひみつのとびら）は、1976年4月1日から同年9月30日までNET系列局で放送されていたNETテレビ（現・テレビ朝日）製作のクイズ番組である。放送時間は毎週木曜 19:30 - 20:00 （日本標準時）。

## 概要
特定の人物・事物・グループなどの秘密をクイズの題材にしていた番組。問題となるものがスタジオゲート（扉）から登場する際、人物であればゲートの電飾が赤色に、事物であれば緑色に、グループやその他のものであれば青色になる演出があった。
司会は高島忠夫が務めていた。レギュラー解答者は麻生良方、酒井和歌子、山内賢の3人で、ほかに毎回1人のゲストが解答者を務めていた。その中で5代目月の家圓鏡（後の8代目橘家圓蔵）がセミレギュラー格で数回出演していた。
解答は挙手で行っていたほか、自信を持って答えられる問題に対しては解答者席のボタンを押し、席から司会の高島を模した「高島人形」を出して答えることもできた。挙手で解答した場合には正答できても入る点数は1点だが、高島人形を出して正答できた場合には2点を貰えた。しかし不正解だと「ミジメ」となり、その解答者は解答権を失って後ろを向くことになった。
前番組まで番組スポンサーだったロート製薬が降板したこともありスポンサーを初めから探さなくてはならなかった。

### 番組セット
三つの扉を囲むのは大理石風のセット。扉はラワン材製で、大理石風の建物は発泡スチロール製。電飾はネオン管を使用。「ギィーッ」という重々しい音は効果音を使用した。セット全体の高さは4m10cm、幅8m20cm、扉の厚みは約20cm。このセットを手掛けたNET制作局美術部のアートディレクターによれば「神秘さを出すために、モダンに出来ている今の扉の逆を行ってクラシック調にした」ということで、その費用はネオン管を使った装置に約150万円、大理石風の建物に約250万円、その他の経費を含めたら約500万円したという。

## 参考資料
1. 1 2 3 4  朝日新聞 1976年4月1日朝刊テレビ欄 本番組の紹介記事より。
2. ↑  1972年の衆議院解散までは東京1区選出の民社党の衆議院議員だった。第33回衆議院議員総選挙に落選後政治評論家に転身した。番組終了後、同年の第34回衆議院総選挙で同じ東京1区から無所属で立候補しトップ当選で返り咲いた。
3. ↑  同時期には、『ごちそうさま』（日本テレビ）で高島と共演した。山内は毎週金曜の「さすらいの食いしん坊」の初代レポーターを務めグルメリポーターの草分け的存在だった。
4. ↑  参考：週刊TVガイド 1976年4月2日号～1976年10月1日号
5. ↑  週刊TVガイド 1976年4月2日号 p.26「春の新番組詳報!!・『“扉”の代金しめて五百万円ナリ!!』」

| NET系列 木曜19:30枠                                | NET系列 木曜19:30枠                       | NET系列 木曜19:30枠                                  |
| 前番組                                             | 番組名                                    | 次番組                                               |
| -------------------------------------------------- | ----------------------------------------- | ---------------------------------------------------- |
| 木曜スター対抗戦 （1975年10月2日 - 1976年3月25日） | 秘密の扉 （1976年4月1日 - 1976年9月30日） | スターチャレンジ!! （1976年10月7日 - 1977年3月31日） |